# العلاقات السريلانكية الكوستاريكية
العلاقات السريلانكية الكوستاريكية هي العلاقات الثنائية التي تجمع بين سريلانكا وكوستاريكا.

## مقارنة بين البلدين
هذه مقارنة عامة ومرجعية للدولتين:
| وجه المقارنة                                              | سريلانكا                         | كوستاريكا                                 |
| --------------------------------------------------------- | -------------------------------- | ----------------------------------------- |
| المساحة (كم2)                                             | 65.61 ألف                        | 51.10 ألف                                 |
| عدد السكان (نسمة)                                         | 21.44 مليون                      | 4.91 مليون                                |
| الكثافة السكانية (ن./كم²)                                 | 326.78                           | 96.09                                     |
| العاصمة                                                   | سري جاياواردنابورا كوتي، كولمبو  | سان خوسيه                                 |
| اللغة الرسمية                                             | اللغة السنهالية، اللغة التاميلية | اللغة الإسبانية                           |
| العملة                                                    | روبية سريلانكي                   | كولون كوستاريكي                           |
| الناتج المحلي الإجمالي (بليون دولار)                      | 87.17 مليار                      | 57.06 مليار                               |
| الناتج المحلي الإجمالي (تعادل القوة الشرائية) بليون دولار | 246.62 مليار                     | 74.98 مليار                               |
| الناتج المحلي الإجمالي الاسمي للفرد دولار أمريكي          | 3.93 ألف                         | 11.26 ألف                                 |
| الناتج المحلي الإجمالي للفرد دولار أمريكي                 | 11.11 ألف                        | 14.92 ألف                                 |
| مؤشر التنمية البشرية                                      | 0.757                            | 0.766                                     |
| رمز المكالمات الدولي                                      | +94                              | +506                                      |
| رمز الإنترنت                                              | .lk،                             | .cr، قائمة نطاقات المستوى الأعلى للإنترنت |
| المنطقة الزمنية                                           | ت ع م+05:30                      | 00                                        |

## منظمات دولية مشتركة
يشترك البلدان في عضوية مجموعة من المنظمات الدولية، منها:
| علم المنظمة | اسم المنظمة                               | تاريخ انضمام سريلانكا | تاريخ انضمام كوستاريكا |
| ----------- | ----------------------------------------- | --------------------- | ---------------------- |
|             | الاتحاد البريدي العالمي                   | ?                     | ?                      |
|             | يونسكو                                    | 14 نوفمبر 1949        | 19 مايو 1950           |
|             | البنك الدولي للإنشاء والتعمير             | 29 أغسطس 1950         | 8 يناير 1946           |
|             | منظمة التجارة العالمية                    | ?                     | ?                      |
|             | وكالة ضمان الاستثمار متعدد الأطراف        | 27 مايو 1988          | 8 فبراير 1994          |
|             | الاتحاد الدولي للاتصالات                  | 1897                  | 13 سبتمبر 1932         |
|             | منظمة الشرطة الجنائية الدولية             | ?                     | ?                      |
|             | مؤسسة التمويل الدولية                     | 20 يوليو 1956         | 20 يوليو 1956          |
|             | الأمم المتحدة                             | 14 ديسمبر 1955        | 2 نوفمبر 1945          |
|             | مؤسسة التنمية الدولية                     | 27 يونيو 1961         | 30 يونيو 1961          |
|             | منظمة حظر الأسلحة الكيميائية              | ?                     | ?                      |
|             | المركز الدولي لتسوية المنازعات الاستشارية | 11 نوفمبر 1967        | 27 مايو 1993           |

## وصلات خارجية
- موقع وزارة الخارجية السريلانكية
- موقع وزارة الخارجية الكوستاريكية